# Robert Duncan (Komponist)
Robert Duncan (* 1973 in Ontario, Kanada) ist ein kanadischer Komponist.

## Leben
Robert Duncan wuchs in Toronto auf. Er stammt aus einer Familie, die bereits seit Generationen musiziert. So komponierte bereits sein Urgroßvater für Stummfilme in England und andere Verwandte arbeiteten unter anderem mit Komponisten wie Ralph Vaughan Williams und Benjamin Britten zusammen. Als Kind besuchte er die Claude Watson School for the Arts. Er erlernte die Orgel und spielte Trompete. Später schloss er ein Musikstudium mit einem Bachelor an der York University ab. Anschließend zog er nach Los Angeles, wo er für die beiden Komponisten John Welsman und Lou Natale als Praktikant arbeitete.
Sein Debüt als Filmkomponist gab er 1997 für die kanadische Fernsehproduktion Dead Love. Größere Bekanntheit erlangte er durch seine Arbeiten an den Fernsehserien Buffy – Im Bann der Dämonen, The Unit – Eine Frage der Ehre und Lie to Me. Von 2009 bis 2016 komponierte er für die Fernsehserien Castle und 2012 für Missing und Last Restort. Für seine Arbeiten an den beiden Fernsehserien Castle und Missing wurde er 2009 und 2012 jeweils einmal für einen Emmy nominiert.
Einen Cameo-Auftritt hatte Duncan in der 14. Folge der vierten Staffel von Castle. In Der blaue Schmetterling spielte er einen Jazz-Club-Pianisten.

## Filmografie

### Filme
- 1997: Dead Love (Kurzfilm)
- 2001: BattleQueen 2020
- 2004: Doing Hard Time – Harte Abrechnung (Doing Hard Time)
- 2004: Milk (Kurzfilm)
- 2005: Into the Blue
- 2005: Return of the Living Dead IV: Necropolis
- 2005: Return of the Living Dead V: Rave to the Grave (Return of the Living Dead: Rave from the Grave)
- 2007: Spiel mit der Angst (Butterfly on a Wheel)
- 2008: Liebe und Eis 3 (The Cutting Edge 3: Chasing the Dream)
- 2009: Into the Blue 2 – Das goldene Riff (Into the Blue 2: The Reef)
- 2009: Only One Can Play
- 2010: Die Tochter von Avalon (Avalon High, Fernsehfilm)
- 2011: Georgetown
- 2012: Monster gegen Mädchen (Girl Vs. Monster, Fernsehfilm)
- 2014: The Gabby Douglas Story (Fernsehfilm)
- 2016: Spark: A Space Tail

### Serien
- 2002–2003: Buffy – Im Bann der Dämonen (Buffy the Vampire Slayer, 20 Folgen)
- 2003–2005: Tru Calling – Schicksal reloaded! (Tru Calling, 18 Folgen)
- 2005–2006: Point Pleasant (13 Folgen)
- 2006–2009: The Unit – Eine Frage der Ehre (The Unit, 69 Folgen)
- 2009–2010: Lie to Me (22 Folgen)
- 2009–2016: Castle (165 Folgen)
- 2010: Terriers (10 Folgen)
- 2011: The Chicago Code (13 Folgen)
- 2012: Missing (9 Folgen)
- 2012–2013: Last Restort (13 Folgen)
- 2014: Rush (10 Folgen)
- 2014–2016: Girlfriends’ Guide to Divorce (26 Folgen)
- 2015: The Whispers (12 Folgen)
- 2015–2016: Mad Dogs (10 Folgen)
- 2016: The Family (12 Folgen)
- 2016–2018: Timeless (27 Folgen)
- seit 2017: S.W.A.T.
- 2018: The Crossing (10 Folgen)
- 2018: Take Two (13 Folgen)
- 2021–2022: The Equalizer (15 Folgen)
- 2023: The Night Agent (10 Folgen)